# Schruns
Schruns es el principal pueblo del valle de Montafon en Vorarlberg, Austria, en el distrito de Bludenz.
En el oeste, se puede ver una de las montañas más populares para la escalada y el senderismo en Vorarlberg, la Zimba, que es llamada el "Vorarlberger Matterhorn".

## En la literatura

### Ernest Hemingway y Schruns
Schruns fue a principios de los años 20 la estación de esquí preferida de Ernest Hemingway. Pasaba el invierno allí con su primera mujer, Hadley, y su hijo mayor, que entonces era solo un bebé. Hemingway escribió el segundo borrador, publicado, de su primera novela, The Sun Also Rises, en Schruns en el invierno de 1925-6. En el clásico de Hemingway Las nieves del Kilimanjaro, la tercera escena en la primera secuencia de flashback narra los recuerdos de Schruns. Estas imágenes de la nieve y el glaciar contrastan con la descripción de la planicie del Serengeti en la historia principal y anticipan el próximo viaje a la nieve del Kilimanjaro.

## Galería

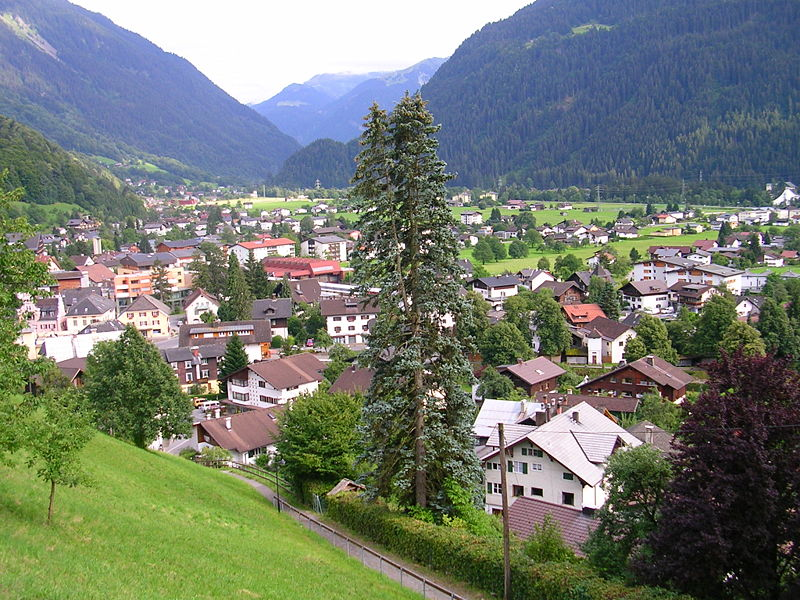
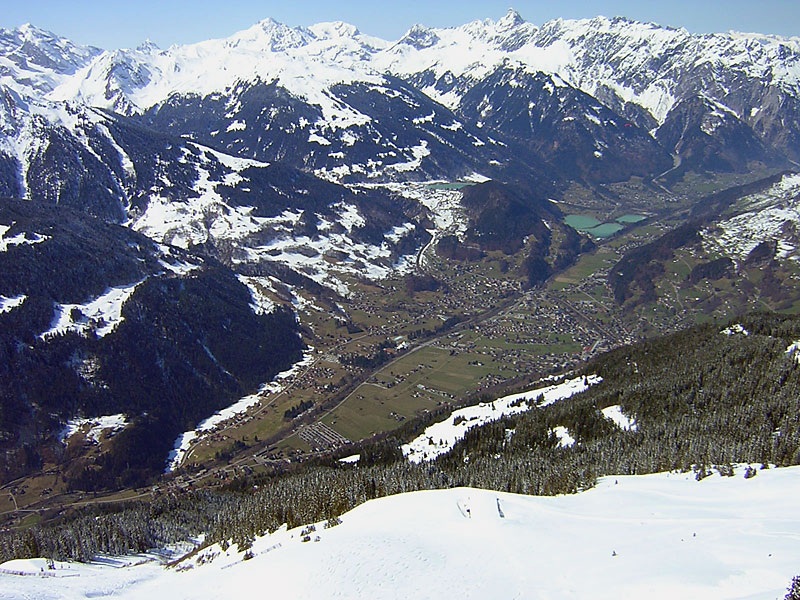
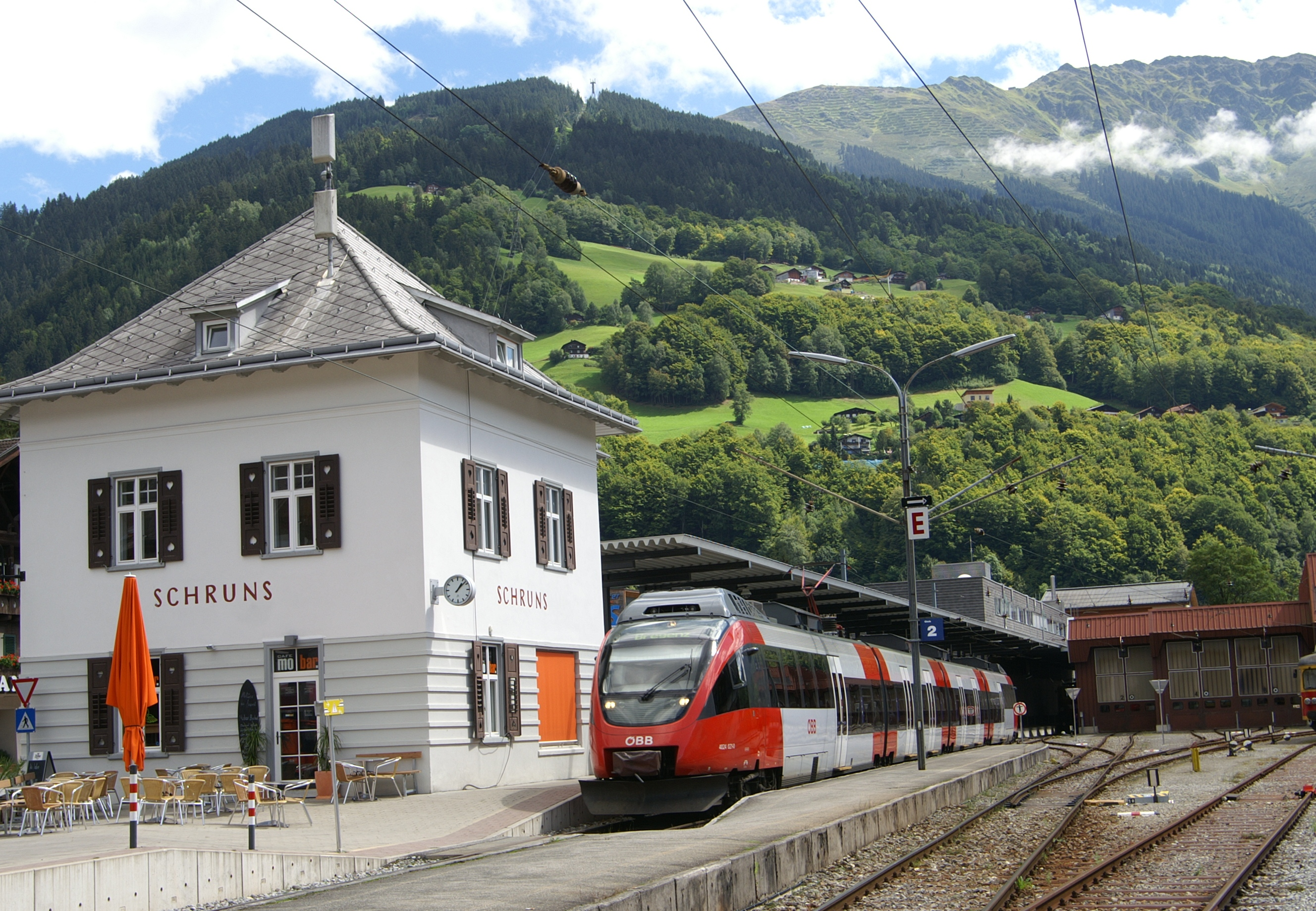
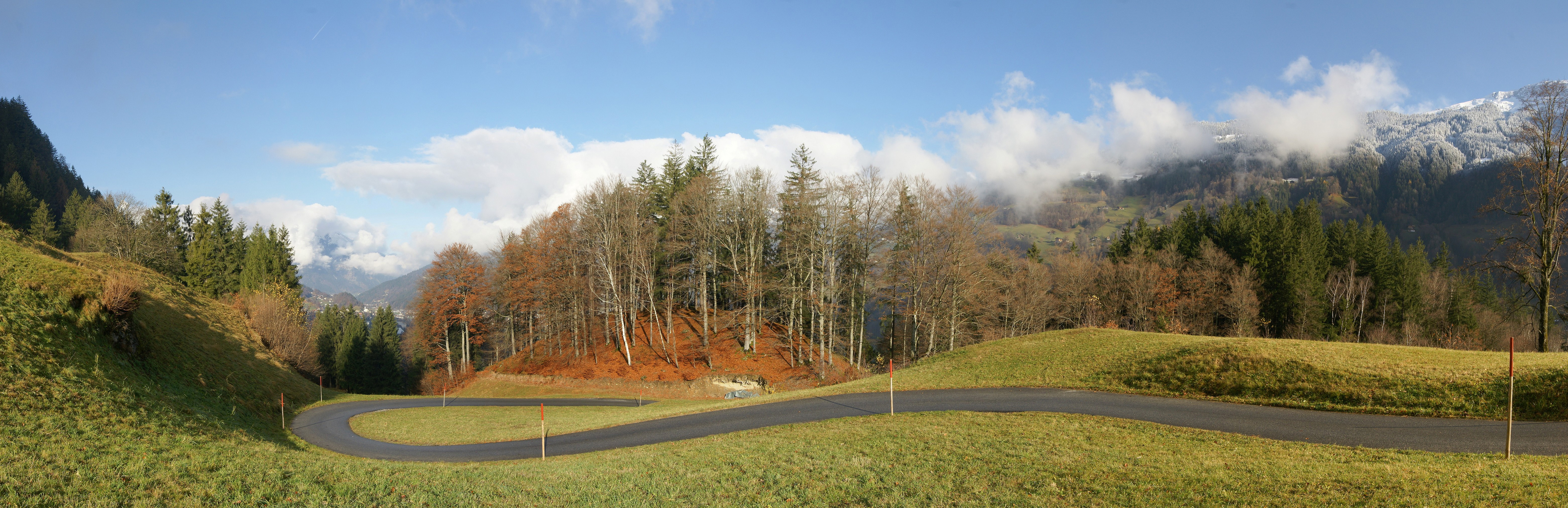
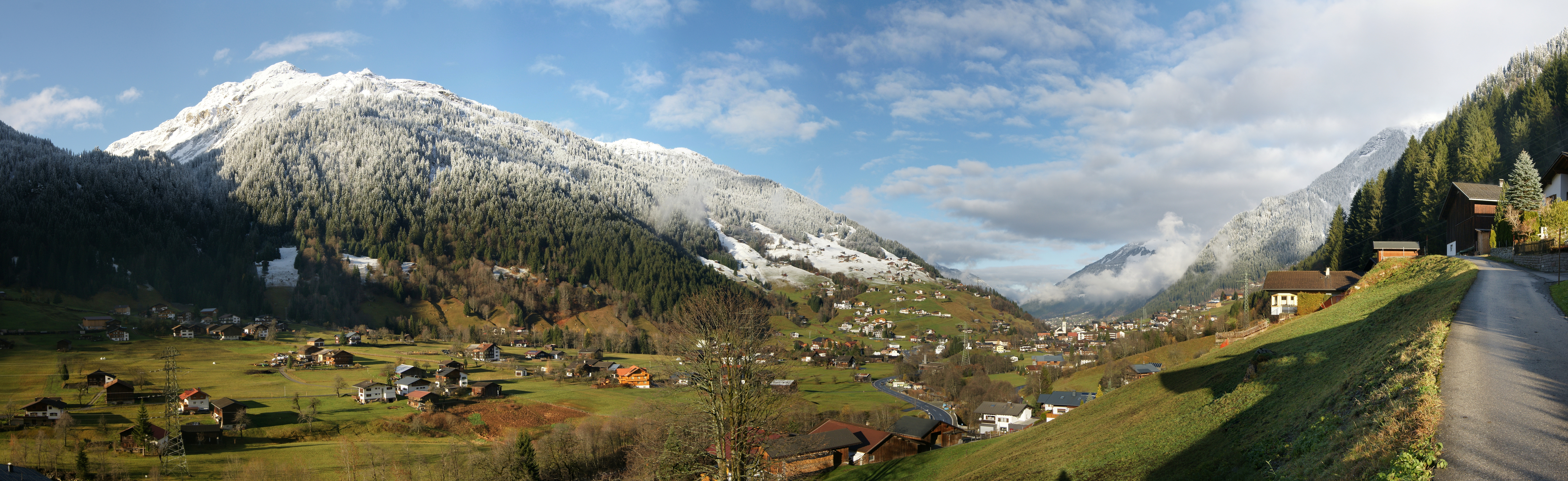